# ジューC
ジューC（ジューシー）はカバヤ食品のラムネ菓子の名称。1965年発売開始のロングセラー商品で、同社の看板商品。

## 概要
名前の由来は、当時カバヤで販売されていた粉末ジュースをタブレット状に固めて、ビタミンCを加え「ジューC」となったという。
発売から現在に至るまで数多くのフレーバーが販売されている。
カバヤは10月4日は「ジューCの日」と決めている（じゅうしいから由来）。

## 沿革
- 1965年 発売
- 1975年 パッケージ変更
- 2004年 イメージキャラクターを採用。パッケージを一新。

## シリーズ
- ジューC グレープ
- ジューC サイダー
- ジューC スーパーレモン
- ジューC ゴールド
- ジューC グルコース
- ジューCカラーボール
- ジューCカラーボール ソーダたち

## コラボレーション商品
- お菓子なパズル ジューシー - ハナヤマから発売。パッケージを模したパズル。